# Свети Никола (Теарце)
Вижте пояснителната страница за други значения на Свети Никола.
„Свети Никола“ (на македонска литературна норма: „Свети Никола“) е възрожденска църква в тетовското село Теарце, Северна Македония, част от Тетовско-Гостиварската епархия на Македонската православна църква – Охридска архиепископия.
Църквата е разположена край селските гробища във Векил махала. Изградена е в 1866 година. Тъй като в манастирския поменик на Лешочкия манастир от 1841/1845 година, пише, че йромонах Кирил Пейчинович е роден в село Теарце, а къщата му била близо до црквата „Свети Никола“, се смята, че църквата е градена на стара, по-малка църква разрушена от теарчани като неугледна. Църквата е изписана от Йосиф Мажовски. На иконостаса има икони от Яков Радев от 1896 година.
Изработената от Йосиф живопис е характеризирана от научните работници като изключително наративна и голяма рядкост, отстъпваща от византийските канони. На иконостаса в тази църква в първата зона за изобразени Свети Георги, Свети Архангел Михаил, Свети Никола, Света Богородица, Иисус Христос, Свети Йоан Кръстител и Свети Димитър. Във втората зона за изобразени иконите от „Актът“ (19 икони). На престолната икона, на която е изобразен Иисус Христос, има текст, който гласи: „Всички свети образи са изобразени в лето от Христа 1866, месец март, ден 24, зограф Йосиф от Лазарополе из Дебър, помени Господе православни християни, общо ктитори и прислужници, помени ги християни у село Теарце“.